# 장산초등학교 마진분교
장산초등학교 마진분교는 대한민국 전라남도 신안군 장산면 마진도리(마진도)에 있었던 공립 초등학교이다.

## 연혁
- 1950년 2월 20일 가사도국민학교 마진분교 설립 인가
- 1950년 4월 5일 진도군 가사도국민학교 마진분교장 개교
- 1963년 1월 1일 신안군 장산국민학교 마진분교장 개편
- 1963년 9월 1일 장산동국민학교 마진분교장 개편
- 1967년 4월 1일 도서벽지학교 '을'급 지정
- 1986년 1월 1일 도서벽지학교 '나'급 조정
- 1996년 3월 1일 장산동초등학교 마진분교 개칭
- 1998년 3월 1일 장산초등학교 마진분교장 개편[1]
- 2001년 1월 1일 도서벽지학교 '가'급 조정
- 2007년 3월 1일 폐교 및 장산초등학교 통폐합

1. ↑  장산동초등학교가 장산초등학교 분교장으로 격하 편입되며 개편됨